# Neuhofstraße 31 (Mönchengladbach)

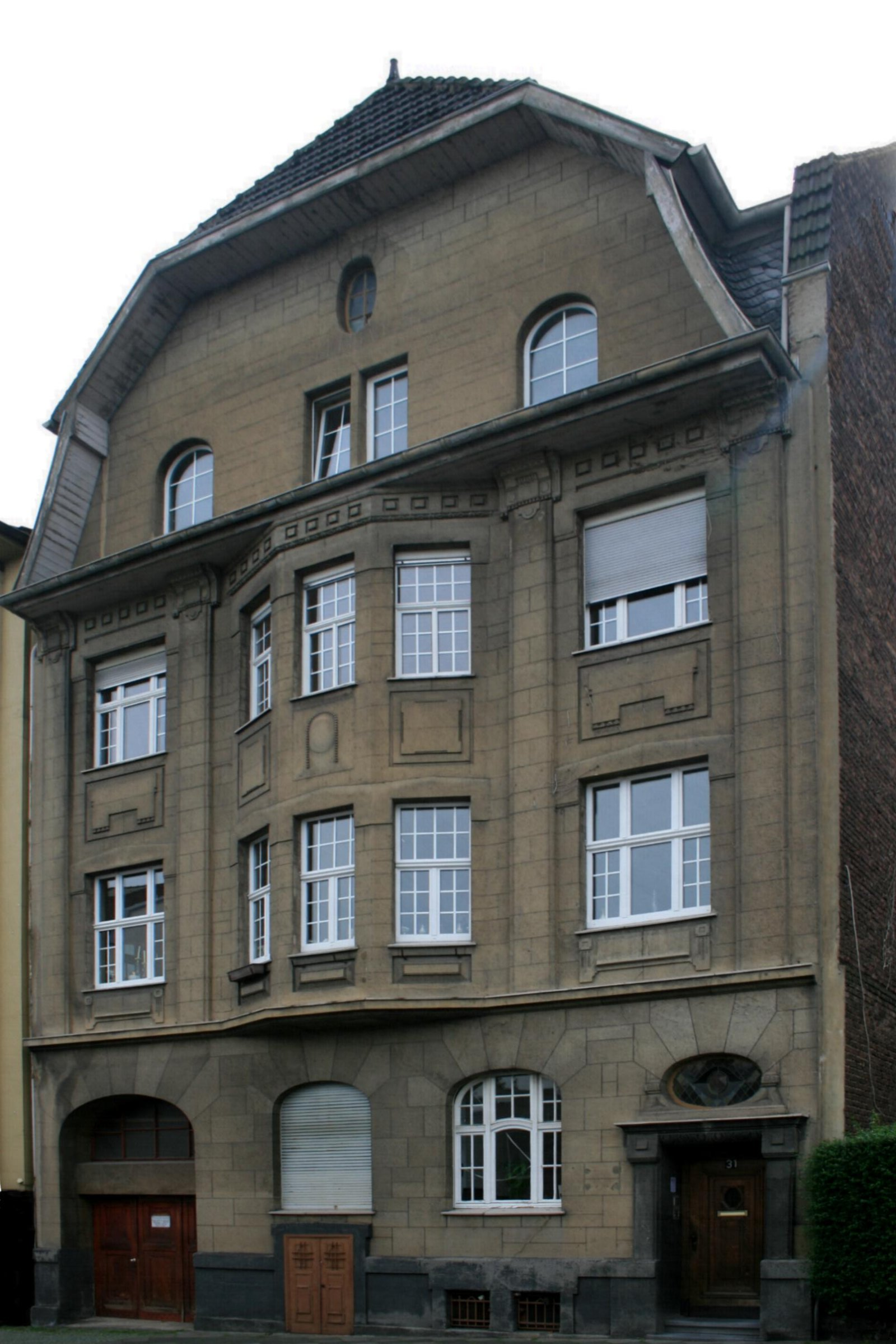
Wohnhaus (2010)

Das Wohnhaus Neuhofstraße 31 steht im Stadtteil Volksgarten-Lürrip in Mönchengladbach (Nordrhein-Westfalen).
Das Gebäude wurde im 20. Jahrhundert erbaut. Es ist unter Nr. N 003 am 4. Dezember 1984 in die Denkmalliste der Stadt Mönchengladbach eingetragen worden.

## Architektur
Das Haus Neuhofstr. 31 wurde in den 1920er Jahren als Mehrfamilienhaus mit gesonderter Tordurchfahrt zum Wirtschaftshof erbaut. Es handelt sich um ein dreigeschossiges Wohnhaus mit Krüppelwalmdach.